# EGGS
『EGGS』（エッグス）は、1990年4月8日に発売されたECHOESの7枚目のアルバム。解散前、最後のオリジナル・アルバムとなった。初盤CDのみデジパック仕様。

## 概要
1年ぶりの新作。サウンドプロデューサーはギタリストの田中一郎。演奏者には白井貴子&CRAZY BOYSのギタリスト、本田清巳がほぼ全曲で参加。そのため、ECHOESのギタリストである伊藤浩樹は数曲のみの参加となっている。
2000年の辻仁成の述懐では「僕が好きな作品は『HEART EDGE』と『Goodbye gentle land』とこの『EGGS』で、この3枚はそう簡単には作れない…あの頃のエコーズだから成し遂げることが出来た奇跡的な完成度を持っている。『EGGS』はポップスの要素を持っていながらシャープなものを打ち出すことが出来た、というか。数年間エコーズが試行錯誤してきたものが全部混ざっている作品」と語っている。
ライナーノーツ著者の下村誠の記述では人間の進化をテーマにした三部作の最初の作品とあり辻は「またコンセプチュアルなものを作ろう…ということになって、それでいてポップスであるものというものをやろう…ということで始まった。基本的には人間のダメなところ、悪いところを否定するのはそれまでのアルバムでさんざんやって来たから、三部作で人間のいい面を見てやろう…という作業になっていくはずで、可能性を示唆していこうという気持ちがあった」と語っている。

## 収録曲
- 全曲 作詞：辻仁成 作曲：ECHOES（2,8作曲：辻仁成）

1. EGGS
2. Shot Gun Blues
7作目のシングルのC/W
3. Rainbow
4. Reverse Rock City
5. SEASONS
9作目のシングル「ONE NITE DREAM」のC/Wとしてリカット
6. TWO HEARTS
8作目のシングル
7. WINGS
当時の辻仁成と交流のあった鴻上尚史主宰の第三舞台所属俳優がポエトリーリーディングで参加。よって本曲には辻のボーカルは存在しない。
8. LOVIN' YOU
7作目のシングル
9. 亡命者
10. SHOUT
11. BLUE
12. 東京

## 演奏者
| EGGS - 今川勉：ドラムス - 伊黒俊彦：ベース - 本田清巳：ギター - 上綱克彦：オルガン - 横田龍一郎：アコースティックピアノ - 山本拓夫：サックス&バッキングボーカル - Suzanne K．Kim：バッキングボーカル - 辻仁成：ボーカル&ギター Shot Gun Blues - 今川勉：ドラム - 伊黒俊彦：ベース - 本田清巳：ギター＆バッキングボーカル - 田中一郎：ギター - 白井貴子：バッキングボーカル - 辻仁成：ボーカル Rainbow - 今川勉：ドラム、パーカッション＆バッキングボーカル - 伊黒俊彦：ベース、ギター&バッキングボーカル - 本田清巳：ギター&パーカッション - 田中一郎：ギター、パーカッション&バッキングボーカル - 横田龍一郎：シンセサイザー - 石川淳：バッキングボーカル - 有働信堂：バッキングボーカル - 辻仁成：ボーカル&アコースティック・ギター Reverse Rock City - 今川勉：ドラム - 伊黒俊彦：ベース - 本田清巳：ギター - 田中一郎：ギター - 横田龍一郎：シンセサイザー - 辻仁成：ボーカル - 石川優子（VEGA）：声 SEASONS - 今川勉：ドラム - 伊黒俊彦：ベース - 本田清巳：ギター - 上綱克彦：オルガン - 山本拓夫：バッキングボーカル - 辻仁成：ボーカル&アコースティック・ギター TWO HEARTS - 今川勉：ドラム - 伊黒俊彦：ベース - 本田清巳：ギター（Solo at Interlude） - 横田龍一郎：シンセサイザー - 平岩晴己：シンセサイザープログラミング - 山本拓夫：リコーダー - 辻仁成：ボーカル&ギター（Solo at Intro & Coda） | WINGS - 今川勉：ドラム - 伊黒俊彦：ベース - 伊藤浩樹：ギター - 田中一郎：ギター - 第三舞台（大高洋夫、小須田康人、長野里美、山下裕子、筒井真理子、筧利夫、勝村政信、京晋佑）：声 LOVIN' YOU - 今川勉：ドラム - 杉本幸彦：18 inches Tom - 伊黒俊彦：ベース - 本田清巳：ギター - 田中一郎：ギター - 横田龍一郎：シンセサイザー - 山本拓夫：サックス&バッキングボーカル - 辻仁成：ボーカル 亡命者 - 今川勉：ドラム - 伊黒俊彦：ベース - 本田清巳：ギター - 横田龍一郎：シンセサイザー - 山本拓夫：サックス - 辻仁成：ボーカル SHOUT - 今川勉：ドラム - 伊黒俊彦：ベース - 伊藤浩樹：ギター - 本田清巳：ギター - Suzanne K．Kim：バッキングボーカル - 辻仁成：ボーカル BLUE - 今川勉：ドラム&パーカッション - 伊黒俊彦：ベース - 本田清巳：ギター - 田中一郎：ギター - 横田龍一郎：アコースティックピアノ - 山本拓夫：バッキングボーカル - 辻仁成：ボーカル 東京 - 今川勉：ドラム - 伊黒俊彦：ベース - 伊藤浩樹：フラットマンドリン - 本田清巳：ギター&フラットマンドリン - 辻仁成：ボーカル Joe strings：ストリングス 竹田元:ストリングスアレンジ |